# Tučevac
Izvor Tučevac je krški izvor 4 kilometra udaljen od grada Trebinja, BiH.
Tijekom zimskog i proljetnog razdoblja ovaj izvor ima veliku količinu vode koja se tijekom ljeta smanji za 30 metara. Prije ulijevanja u Trebišnjicu voda iz izvora prolazi tek 80 metara. Izvor se napaja vodom s okolnih brda odnosno Ljubomirskog polja. Geomorfološki je spomenik prirode.